# Strand (Falun)
Strand is een plaats in de gemeente Falun in het landschap Dalarna en de provincie Dalarnas län in Zweden. De plaats heeft 70 inwoners (2005) en een oppervlakte van 11 hectare. De naam Strand betekent oever of strand, de plaats ligt aan de zuidoever van het meer Vikasjön. De afstand naar de stad Falun bedraagt ongeveer 20 kilometer.